# Château de Saint-Maur (Argent-sur-Sauldre)
Pour les articles homonymes, voir Château de Saint-Maur.
Le château de Saint-Maur (ou château d'Argent) est un château situé à Argent-sur-Sauldre, dans le département du Cher, en région Centre-Val de Loire.
Cette demeure est construite au cours du XVIIIe siècle. Elle est acquise en 1764 par Nicolas Dupré de Saint-Maur, alors nommé intendant de la généralité de Bourges. Le principal architecte de l'édifice berrichon est Victor Louis.
Pendant la seconde moitié du XVIIIe siècle, le château fait l'objet de nombreux réaménagements et est pourvu de dépendances supplémentaires. Par ailleurs, l'espace entourant l'édifice est réorganisé afin d'accueillir un parc et des jardins paysagers.
La fabrique de jardin, dite « Temple de Bacchus », située dans le parc du château de Saint-Maur bénéficie d'un classement au titre protection des monuments historiques de France par arrêté du 11 juillet 2002.
Enfin, le bâtiment principal du château abrite actuellement le Musée des vieux Métiers d'Argent-sur-Sauldre.

## Localisation
Le château est situé à la limite orientale du bourg d'Argent, à l'est de la route de Gien à Bourges (avenue de Paris), à côté de l'église Saint-André. Les jardins du château sont traversés par deux bras de la Grande Sauldre.

## Historique
Au cours des XVe  et  XVIe siècle, les parcelles de la cité argentaise sont la propriété de la Maison d'Albret, par donation des Sully. En 1765, Nicolas Dupré de Saint-Maur (1732-1791), récemment élevé aux fonctions d'intendant général du Berry, rachète ses terres. Le haut fonctionnaire de Bourges commandite la construction du château d'Argent.
Le corps de logis présente un plan au sol sous forme « U ». Il est constitué de corps de bâtiment (ou ailes) qui occupent trois des côtés de la cour intérieure, le quatrième se libérant vers l'église Saint-André.
À proximité de cet espace ouvert, se déployait une dépendance, sous l'aspect d'une basse-cour qui est détruite au cours de travaux visant à remanier les structures du château. Cette campagne de rénovation, réalisée entre 1765 et 1776 sous l'impulsion de Dupré, alors proche de la Cour de France et influencé par les physiocrates contemporains a pour objectif de consolider l'« image » de ses terres domaniales.
Pendant ces travaux de la seconde moitié du XVIIIe siècle, outre l'ancienne basse-cour, les deux tours préexistantes, situées chacune à deux angles opposés de la demeure domaniale font également l'objet d'une démolition. En lieu et place de cette dépendance et des deux structures d'élévation, sont dès lors édifiées de nouvelles annexes. Il s'agit d'une grange, d'écuries, de remises (ou hangars) pour les carrosses et de bâtiments destinés au personnel domestique. L'ensemble de ces nouvelles annexes sont disposées en rectangle et encadrent une deuxième cour intérieure.
À partir de 1776, Dupré de Saint-Maur, devenu intendant de la généralité de Bordeaux, prend l'initiative de réaménager le corps de logis. Une vaste baie est percée du côté nord du château donnant ainsi l'accès à un itinéraire qui se raccorde à la route de Bourges.
D'autre part, Dupré commandite également l'installation d'un parc agrémenté de jardins mis en œuvre d'après des dessins du paysagiste Defer et conçu selon les règles définies par Duhamel du Monceau (1700-1782). Pour l'époque, cet espace paysager manifeste d'un style strictement classique. De ce parc et ces jardins, demeurent encore quelques-unes des allées, un potager, une orangerie et fabrique surplombant une exploitation viticole. Cette structure, à la fois ornementale et domestique, est connue sous le nom de « Temple de Bacchus ». Le concepteur de cette fabrique est probablement l'architecte Victor Louis (1731-1800). Après le départ de Dupré pour Bordeaux,,, un programme de réaménagement du château est confié à l'architecte parisien.

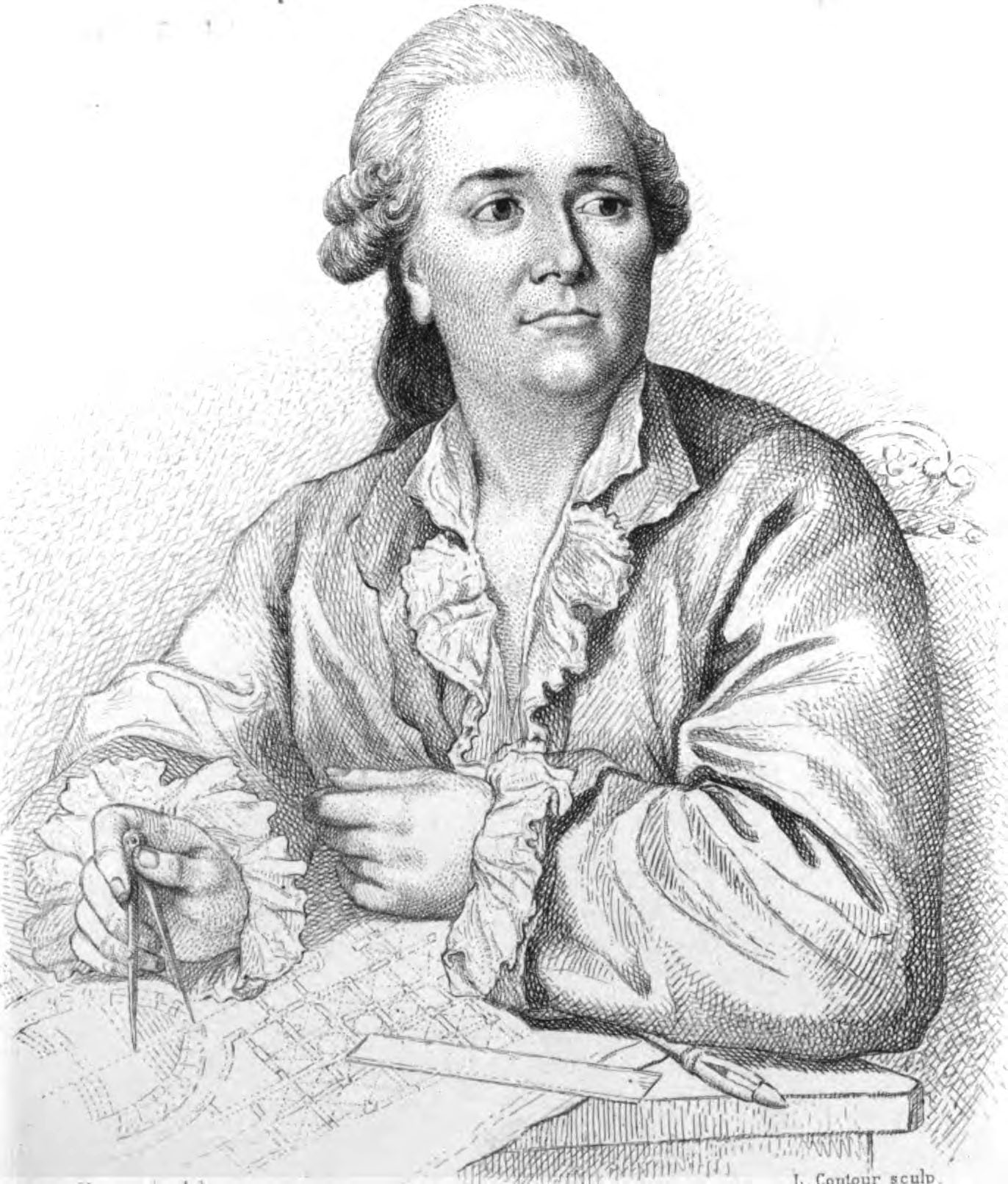
L'architecte et principal concepteur du Château de Saint-Maur, Victor Louis.

En 1778, Louis entreprend alors la construction d'une autre dépendance dont l'emplacement se trouve à l'extrémité de l'avant-cour. L'architecture de ce bâtiment présente le même style que les autres annexes précédemment édifiées.
Lors de sa construction, cet édifice, dénommé « bâtiment des greniers » ne figure pas sur les plans d'architecture dessinés par Louis. Toutefois, cette annexe est probablement l'œuvre de l'architecte parisien.
Toujours en 1778, la cour d'honneur, agrémentée en son extrémité d'un saut-de-loup, fait l'objet d'une fermeture. Cette place est alors ceinte d'une grille conçue par Ramboy, un artisan-serrurier réputé, venu du faubourg Saint-Germain, à Paris.
Le 10 février 1850, à Argent-sur-Sauldre, Gabrielle Dupré de Saint-Maur (1829-1912), arrière-petite-fille de Nicolas Dupré de Saint-Maur, épouse Philippe Baron de Montbel (1824-1913), fils de Guillaume-Isidore Baron de Montbel, ministre de Charles X. Elle apporte le château à la famille Baron de Montbel.
En 1862, le parc et les jardins du château de Saint-Maur sont redessinés par le paysagiste Paul de Lavenne de Choulot (1794-1864), à la demande de Philippe de Montbel.
Certaines de ces dépendances, rachetées par la commune argentaise au cours du XXe siècle, sont détruites entre 1959 et 1974, en raison de leur délabrement. Cette campagne de destruction occasionne la réalisation de nouveaux espaces publics et de lotissements.

## Description

### Les annexes
La plupart des bâtisses attenantes au château d'Argent observe un style d'architecture classique et relativement dépouillé. Les matériaux de construction, essentiellement de provenance locale, ne manifestent pas d'une grande qualité de solidité et pérennité. La majeure partie des ornements sont confectionnés soit au moyen de placages, soit grâce à du mortier, ou encore de l'enduit, agglomérés à des maçonneries faites de briques et de fragments de silex.

Les différents corps de bâtiment du château de Saint-Maur
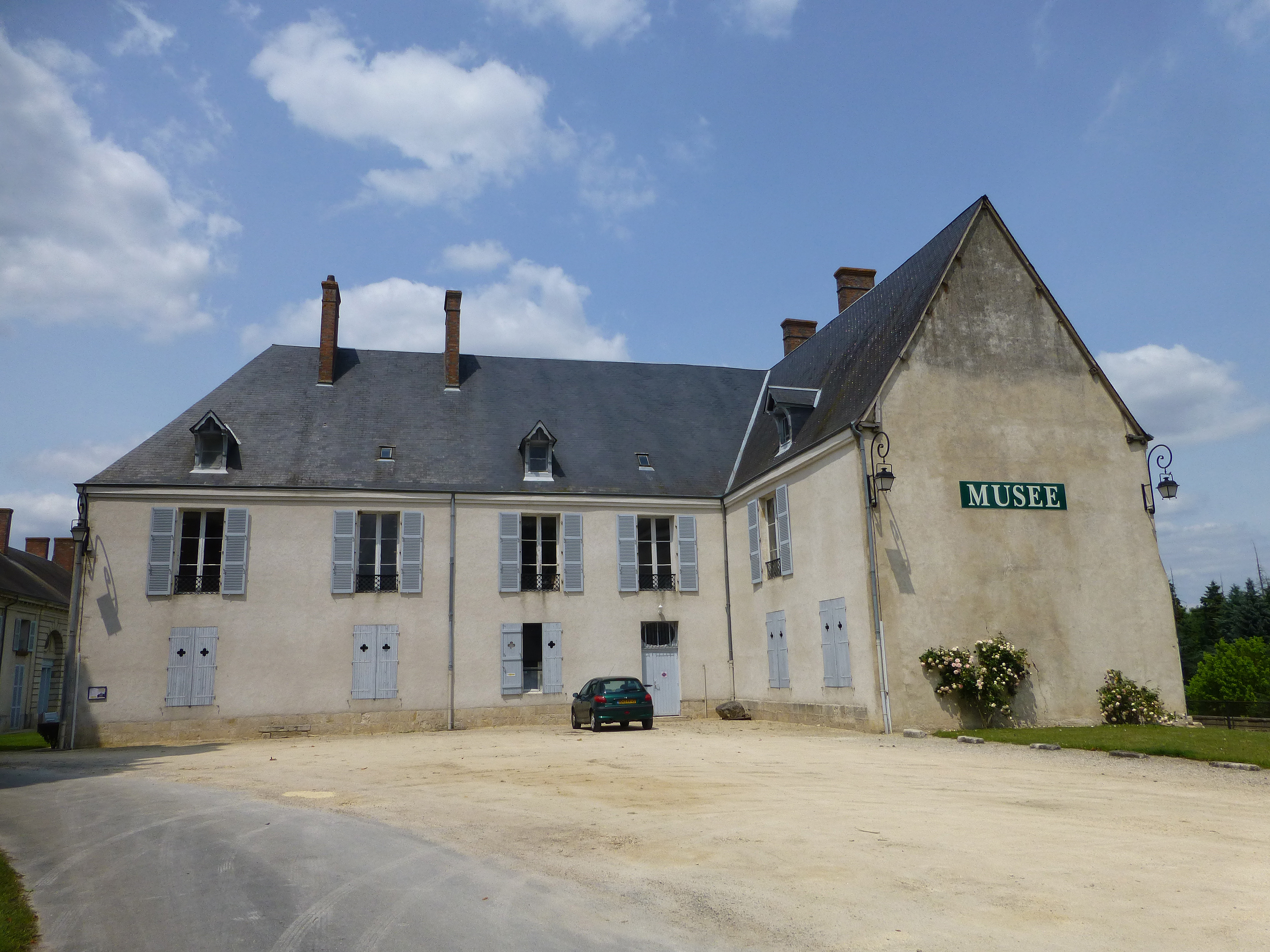
Le corps de bâtiment abritant le Musée des vieux Métiers.
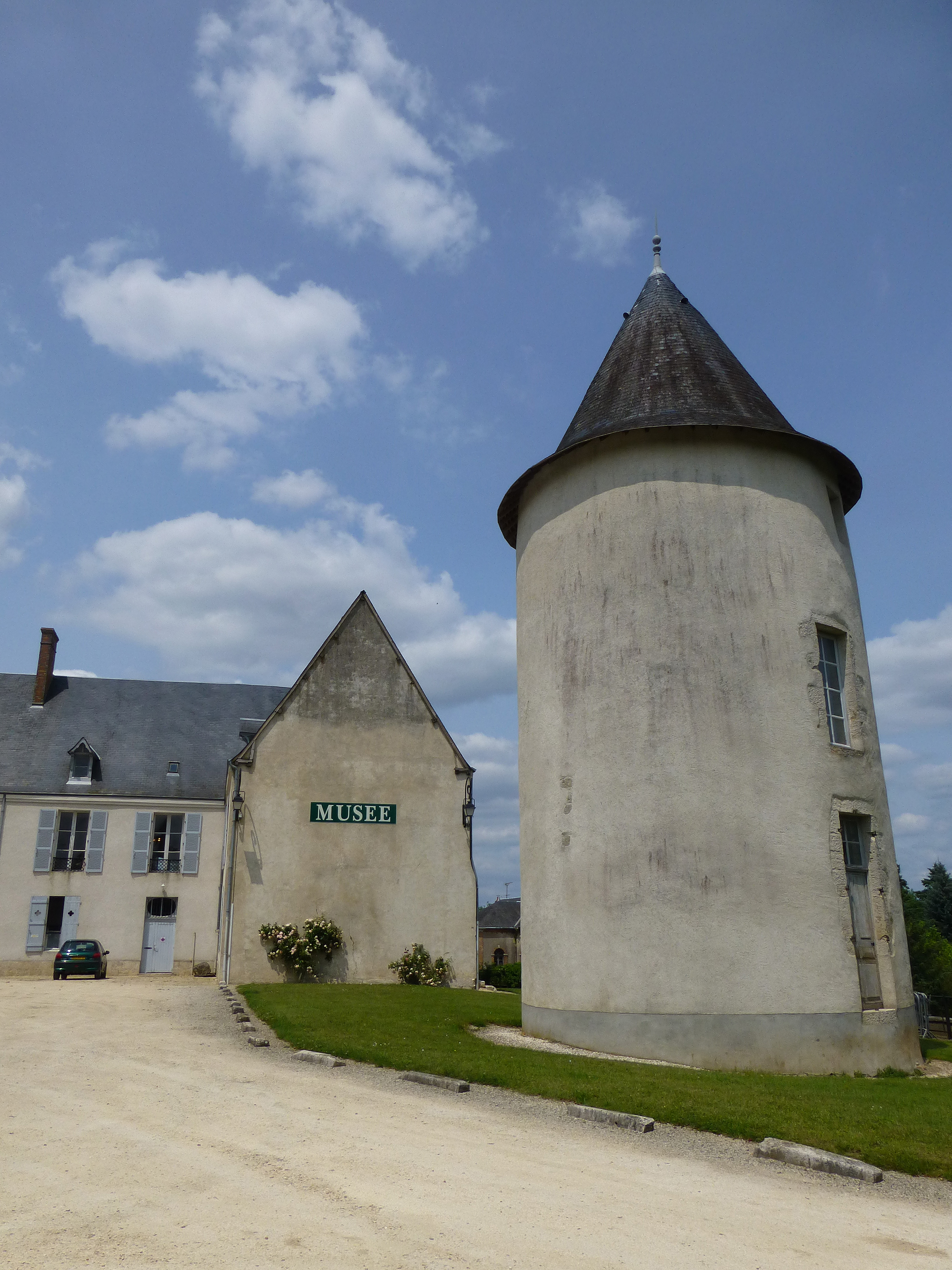
Ici au premier plan : l'une des deux tours encore intactes.
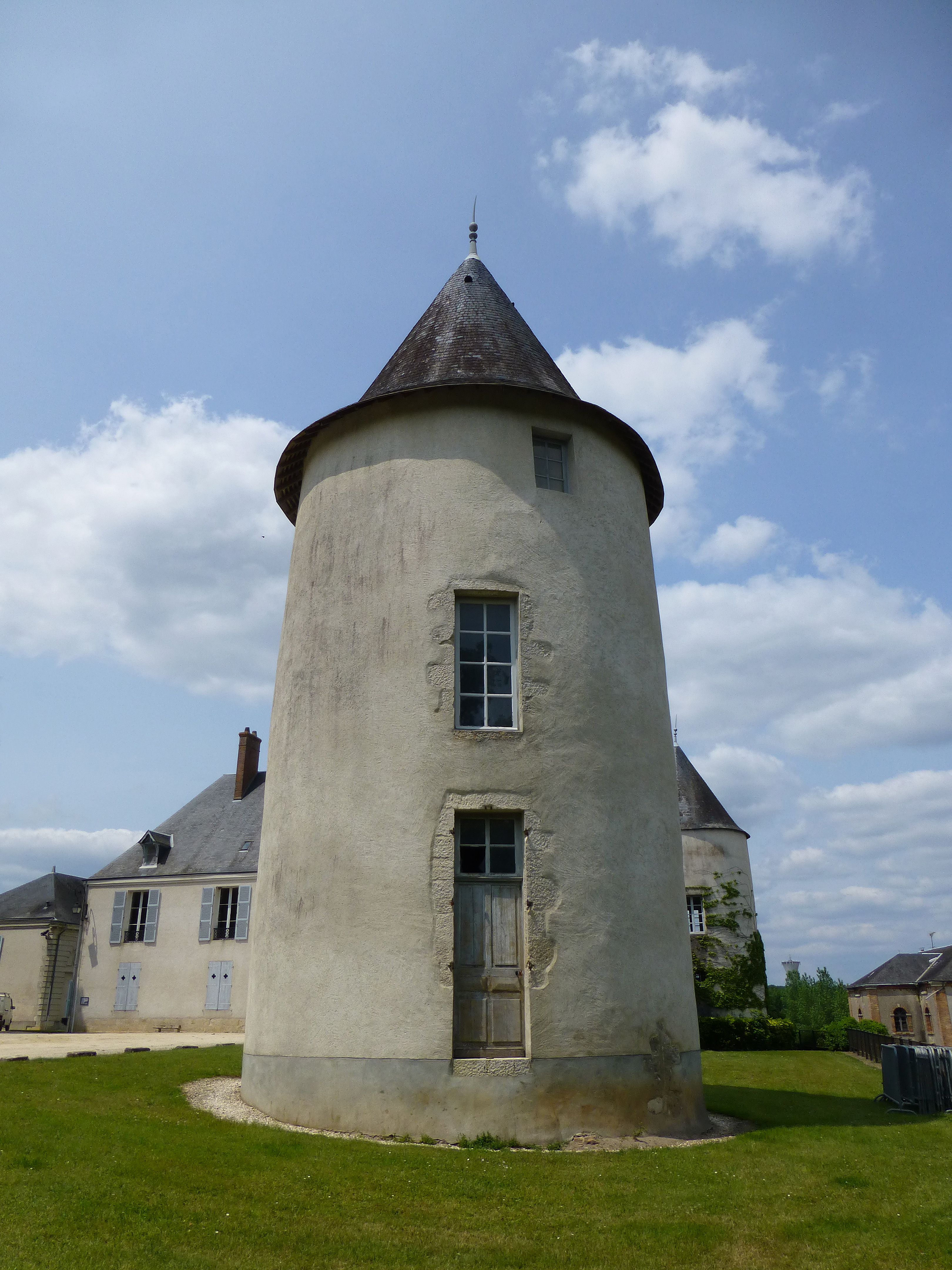
Id.
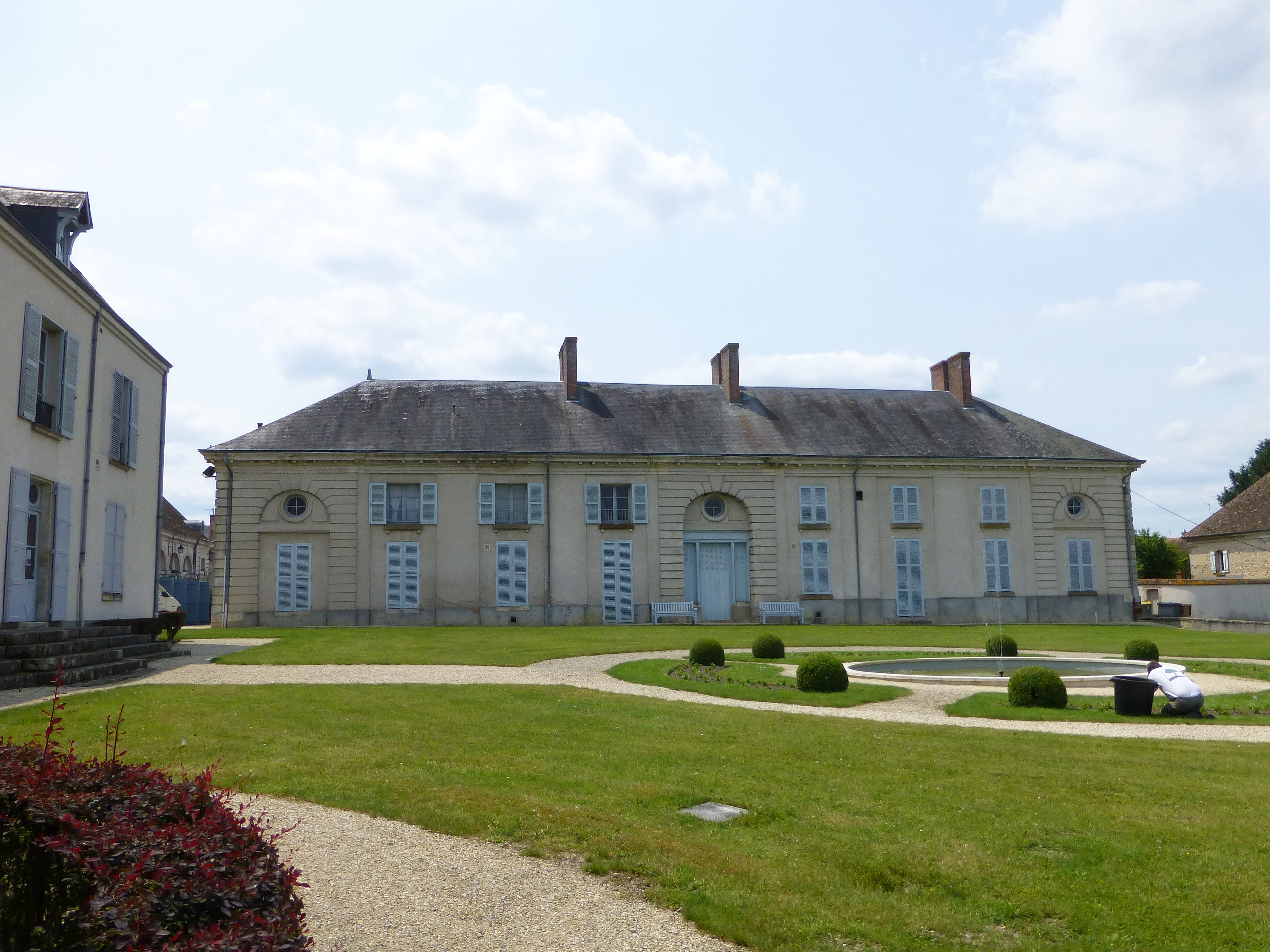
Ici : le Corps de logis.
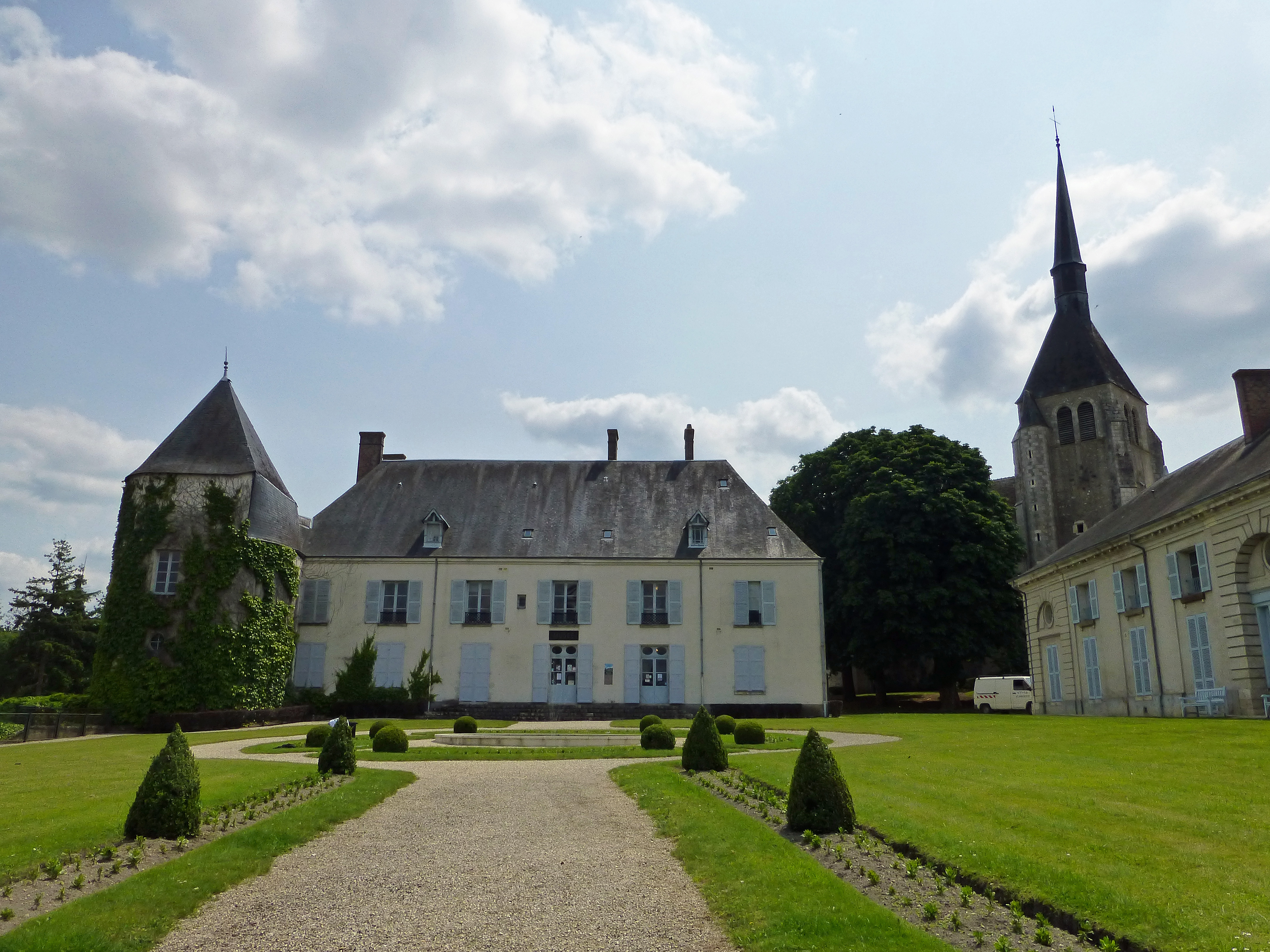
Vue d'ensemble avec le parc du château au premier plan et la seconde tour restante sur la gauche.

## Le musée des métiers d'antan
Avec des éléments liés l'activité de céramique locale, de vieux métiers tels que briquetier, cordonnier, dinandier, charron…, des reconstitutions de scènes de vie, ce musée réunit des objets de la vie paysanne et industrielle du XIXe siècle, collectés par un particulier puis propriété de la commune en 1995 qui en poursuit l'enrichissement.